# Bielmo (botanika)

Bielmo jest na tym schemacie owoców i nasion oznaczone jako 2.c

Bielmo (endosperm) – di- lub tri- lub pentaploidalna (2n, 3n, 5n zależnie od rodziny lub w wyniku endomitoz w dojrzałym bielmie – wielokrotność tych wartości) tkanka miękiszowa w nasionach roślin okrytonasiennych powstająca w trakcie procesu podwójnego zapłodnienia po połączeniu jednego z jąder plemnikowych z wtórnym jądrem woreczka zalążkowego (typowa sytuacja – wtedy bielmo jest triploidalne). Cytoplazmę pierwszej komórki bielma stanowi pozostałość woreczka zalążkowego po utworzeniu i oddzieleniu się błonami komórki jajowej, synergid i antypod. U roślin jednoliściennych bielmo jest głównym źródłem substancji pokarmowych w dojrzałym nasieniu. U roślin dwuliściennych bielmo zostaje zużyte przez rozwijający się zarodek, który następnie wykorzystuje substancje pokarmowe w liścieniach.

## Rodzaje bielma
- jądrowe (nuklearne) – tworzy się w wyniku podziałów mitotycznych jąder komórkowych, którym nie towarzyszą cytokinezy. Cytokinezy i tworzenie się ścian komórkowych zachodzą później. Bielmo to jest cieczą, jego przykładem jest mleczko kokosowe w owocach palmy kokosowej (kokosach);
- komórkowe (cellularne) – powstaje, gdy po mitozie jąder komórkowych zachodzi cytokineza;
- helobialne (od nazwy Helobiae – w dawniejszych systemach określenie podklasy jednoliściennych odpowiadającej wyróżnionej w systemie Reveala podklasie żabieńcowe Alismatidae) – po pierwszym podziale mitotycznym  ściana komórkowa dzieli centralną komórkę woreczka zalążkowego na dwie nierówne komórki potomne. Dalszy rozwój bielma w komórce mikropylarnej zachodzi według typu jądrowego, a w części chalazalnej – według typu komórkowego.

## Funkcja bielma
Bielmo jest tkanką spichrzową, gromadzącą materiały zapasowe dla rozwijającego się zarodka. Substancje te powstają w częściach asymilacyjnych rośliny, następnie doprowadzane są do tkanek w sąsiedztwie woreczka zalążkowego. U wielu roślin, w celu wykorzystania tych substancji, powstają w bielmie ssawki (haustoria), które mogą przerastać różne części zalążka (ośrodek, chalazę, osłonki) a także ścianę zalążni i stąd czerpać materiały zapasowe.
Bielmo może magazynować:
- węglowodany, głównie skrobię, gromadzoną w leukoplastach; komórki zawierające skrobię są u większości roślin martwe. Rzadziej gromadzone są hemicelulozy w ścianach komórkowych;
- białka, gromadzone w postaci ziaren aleuronowych w żywych komórkach lub w formie bezpostaciowych glutenów;
- tłuszcze, występujące w formie olejów.